# BlocBoy JB
Джеймс Ли Бейкер (родился 19 мая 1996), более известный как BlocBoy JB — американский рэпер. Он известен благодаря песням «Look Alive» при участии Дрейка, которая достигла номера пять в чарте Billboard Hot 100 в 2018, «Shoot», «Rover» и «Rover 2.0» при участии 21 Savage.

## Личная жизнь
Бейкер публично заявляет об поддержки Дональда Трампа. Многие осуждают его за это.
У него есть один ребёнок.

## Конфликты

### 6ix9ine
В июне 2020 года 6ix9ine проводил Instagram Live с DJ Akademiks. В прямом эфире 6ix9ine назвал BlocBoy JB «чудом одного хита» и спрашивал, работает ли он в Wendy's. В ответ BlocBoy сказал: «Не говорите моё имя, если вы не в гангстерском дерьме».

## В популярной культуре
Бейкер известен популяризацией танца «shoot», который был включён в видеоигру Fortnite, созданную Epic Games. Бейкер подал иск против Epic в январе 2019 года, утверждая, что использование его танцевального движения в игре нарушают авторские права и права его личности.

## Дискография

### Студийные альбомы
| Название | Детали альбома                                                                                                  |
| -------- | --- |
| FatBoy   | - Выпущен: 9 октября 2020 - Лейблы: Interscope, Foundation и Bloc Nation - Форматы: Цифровая загрузка, стриминг |

### Микстейп
| Название       | Детали                                                                                            | Высшая позиция | Высшая позиция | Высшая позиция | Высшая позиция |
| Название       | Детали                                                                                            | US             | US R&B/HH      | US Rap         | CAN            |
| -------------- | ------------------------------------------------------------------------------------------------- | -------------- | -------------- | -------------- | -------------- |
| Who Am I       | - Выпущен: 10 июня 2016 - Лейбл: Внелейбла - Формат: Цифровая загрузка                            | —              | —              | —              | —              |
| Grape Juice    | - Выпущен: 23 сентября 2016 - Лейбл: Внелейбла - Формат: Цифровая загрузка                        | —              | —              | —              | —              |
| Who Am I 2     | - Выпущен: 28 декабря 2016 - Лейбл: Внелейбла - Формат: Цифровая загрузка                         | —              | —              | —              | —              |
| Loco           | - Выпущен: 12 марта 2017 - Лейбл: Внелейбла - Формат: Цифровая загрузка                           | —              | —              | —              | —              |
| Who Am I 3     | - Выпущен: 30 июня 2017 - Лейбл: Bloc Nation - Формат: Цифровая загрузка                          | —              | —              | —              | —              |
| The Purple M&M | - Выпущен: 11 сентября 2017 - Лейбл: Bloc Nation - Формат: Цифровая загрузка                      | —              | —              | —              | —              |
| A Few Grapes   | - Выпущнн: 23 марта 2018 - Лейбл: Внелейбла - Формат: Цифровая загрузка                           | —              | —              | —              | —              |
| Simi           | - Выпущен: 4 мая 2018 - Лейбл: Bloc Nation - Формат: Цифровая загрузка                            | 28             | 16             | 13             | 35             |
| I Am Me        | - Выпущен: 14 июня 2019 - Лейблы: Bloc Nation, Collective Music Group - Формат: Цифровая загрузка | —              | —              | —              | —              |